# 28105 Santallo
28105 Santallo este un asteroid din centura principală de asteroizi.

## Descriere
28105 Santallo este un asteroid din centura principală de asteroizi. A fost descoperit pe 18 septembrie 1998 la Caussols în cadrul programului ODAS. Asteroidul prezintă o orbită caracterizată de o semiaxă mare de 2,63 ua, o excentricitate de 0,15 și o înclinație de 12,0° în raport cu ecliptica.